# Rodenbach (Strunde)
Der Rodenbach ist ein gut vier Kilometer langer, südlicher und linker Zufluss der Strunde auf dem Gebiet der Kreisstadt Bergisch Gladbach im nordrhein-westfälischen Rheinisch-Bergischen Kreis. Sein Oberlauf wird Scheidtbach genannt und ist markant vom Unterlauf durch eine gut 820 m lange Verrohrung des Bachs getrennt.

## Etymologie
Der Name Rodenbach wurde 1330 urkundlich als Rodinbach  genannt. Er hat den Ursprung in der Farbe Rot. Die Färbung des Bachs beruht auf ausgewaschenem Eisenhydroxid. Der Name Scheidtbach  rührt her von Scheid/Scheidt, dass sich aus dem mittelhochdeutschen schiden/scheiden (absondern, trennen, teilen) ableitet. Im Bereich des Scheidtbachs stand früher das aus einer mittelalterlichen Gründung hervorgegangene Haus Scheidt. Heute ist die Scheidtbachstraße nach dem Bach benannt.
Mundartlich spricht man von Rodemich, mit -mich als typisch bergischer Endung für -bach. Rodemich ist als Straßenname im Bereich des Wohnplatzes Rodenbach erhalten.

## Geographie

### Verlauf
Der Rodenbach entspringt – Scheidtbach genannt – auf einer Höhe von etwa 152 m ü. NHN im Waldgebiet Hardt südlich des Wohnplatzes Schmalzgrube in zwei Quellrinnsalen.
Der Bach fließt zunächst in westlicher Richtung an Eicherhof vorbei in den Bereich der durchgängigen Wohnbebauung von Bergisch Gladbach. Im Gewerbegebiet Zinkhütte an der Senefelder Straße wird der Scheidtbach verrohrt und fließt unterirdisch weiter nach Westen. Am Refrather Weg hinter dem Gewerbegebiet Refrather Weg tritt der Bach als Rodenbach wieder zutage. Am Rande der Straße Am Rodenbach fließt er sodann weiter nach Westen, um in dem  Naturschutzgebiet im Bereich der Kradepohlsmühle schließlich auf einer Höhe von 74 m ü. NHN von links in die Strunde zu münden.
Aus dem Höhenunterschied von ungefähr 78 Metern errechnet sich ein mittleres Sohlgefälle von etwa 18 ‰.

### Einzugsgebiet
Das Einzugsgebiet des Rodenbachs liegt in den Naturräumen Paffrath-Altenrather Heideterrasse und Paffrather Kalksenke und wird über Strunde und Rhein in die Nordsee entwässert.
Es grenzt
- im Süden an das des Strundezuflusses Hasselbach und des Saaler Mühlenbachs, einem Zufluss des Frankenforstbachs
- im Norden an das des Lerbachs, ebenfalls einem Zufluss der Strunde, sowie
- ansonsten der aufnehmenden Strunde.

Der östliche Teil des Einzugsgebietes ist zum größten Teil bewaldet und im mittleren Bereich dominieren Siedlungen. Am Unterlauf ist die nördliche Seite vorwiegend besiedelt und die südliche bewaldet.
Der Oberlauf wird durch Ton- und Schluffschichten des Devon geprägt und der Unterlauf durch 	quartäre Fein- und Mittelsande.

### Zuflüsse
Der Rodenbach hat keine benamten Zuflüsse.

## Geschichte
Ursprünglich galt der Name Rodenbach am gesamten Bachlauf. Auf Höhe des heutigen Sportplatzes am Rübezahlwald durchfloss der Rodenbach einen kleinen See. Dort floss von links ein namenloses Gewässer zu. Der See blieb auch nach Bau des Sportplatzes nördlich des Bachs in den 1950er Jahren erhalten. Ein Teilbereich des Rodenbachs westlich der Bensberger Straße war bereits Mitte der 1950er Jahre verrohrt, als dort im Gronauerwald Gewerbe und Industrie angesiedelt wurde. Im Zuge des Baus des Dietrich-Bonhoeffer-Gymnasiums in den 1960er Jahren südlich des Sportplatzes wurde der See trockengelegt und der Bach in diesem Bereich verrohrt.  Mit dem Ausbau des Gewerbegebiets Zinkhütte Anfang der 1970er Jahre und der damit einhergehenden Verrohrung das Bachs dort wurde der Oberlauf Scheidtbach genannt.

## Naturschutzgebiete

### Naturschutzgebiet Kradepohlsmühle
Das Naturschutzgebiet Kradepohlsmühle erstreckt sich im Stadtteil Gronau von Bergisch Gladbach in der Umgebung der Kradepohlsmühle. Es ist ein Teilgebiet der Schluchter Heide und der Bergischen Heideterrasse.

### Naturschutzgebiet Gierather Wald
Das Naturschutzgebiet Gierather Wald erstreckt sich im Stadtgebiet Bergisch Gladbach zwischen Gierath und Brandroster im Westen, Schlodderdich im Norden, dem Golfplatz im Osten, sowie Sandbüchel und Saaler Mühle im Süden. Es ist ebenfalls ein Teilgebiet der Schluchter Heide und der Bergischen Heideterrasse.